# Марио Лигуори
Марио Лигуори је италијански књижевник и професор који живи и ради у Србији, и пише на српском и италијанском језику. Објавио је неколико романа и збирки прича. Пореклом је из Сарна, а дипломирао је компаративне језике на универзитету у Напуљу, и докторирао на Филозофском факултету Универзитета у Новом Саду, где предаје италијански језик.

## Дела
- Снатрења - путопис (2010, Службени гласник)
- Седам језичних прича (2013, Академска књига)
- Прва љубав - приче (2014, Лагуна )
- Напуљ у српским путописима 1851 - 1951 - монографија (2015, Службени гласник)
- Напуљски дипломата - роман (2016, Лагуна)
- Идеја Напуља - представа о рају у ком обитавају ђаволи (2018)
- Само убиство - трилер (2019, Лагуна)
- Via Acquarossa (2023, Лагуна)[5]